# Trus!
Trus! (včasih napisano z velikimi črkami: TRUS!) je bila slovenska indie rock skupina, aktivna od leta 2012. Sestavljajo jo Jelena Rusjan (vokal, bas kitara), Boštjan Simon (vokal, sintesajzer, saksofon) in Marko Lasič (bobni). Svoj glasbeni slog opisujejo kot »45% Alter, 20% Garage, 17% Punk, 10% Synth, 8% Electro NewWave«.

## Zgodovina
Skupina je nastala leta 2012. Že po dveh mesecih obstoja so člani svojo glasbo poslali na razpis Klubski maraton Radia Študent in bili izbrani med šestimi finalisti, redakcija Radia Študent pa jih je nato poslala še na turnejo po slovenskih klubih. Spomladi 2013 so izdali prvenec z naslovom First Step, ki je bil izjemno dobro ocenjen in bil celo izbran za najboljši domači album na seznamu Naj tolpa bumov 2013. Kasneje leta 2013 so s prekmurskim IDM izvajalcem Kleemarjem izdali še album Banana Split, na katerem je bilo še šest njihovih pesmi.

## Člani
- Jelena Rusjan — vokal, bas kitara
- Boštjan Simon — vokal, sintesajzer, saksofon
- Marko Lasič — bobni

## Diskografija
- First Step (2013)
- Banana Split (God Bless This Mess Records in Moonlee Records, 2013, deljen z Kleemarjem)